# Jaspur Vang
Jaspur Vang (født 24. marts 1960 i Tvøroyri) er en færøsk, sysselmand og politiker (SB).
Han har studentereksamen fra Føroya Studentaskúli og HF-skeið fra 1980 og politiuddannelse fra 1986. Efter at have været politibetjent i København 1983–1993 og Tórshavn 1993–1995, har Vang været politibetjent i Suðuroy med kontorsted i Tvøroyri siden 1995. Fra 2010 er han sysselmand i Suðuroy. Vang har været styremedlem og næstformand i det færøske politis fagforening.
Vang var medlem af kommunestyret i Tvøroyri kommune for en fællesliste 2005–2012. Han var vararepræsentant til Lagtinget 2008–2011, og mødte fast for erhvervsminister Johan Dahl 2008–2010. Vang var formand for Lagtingets kontroludvalg. I juli 2010 opsagde han foreløbig sit sæde i Lagtinget, fordi han var blevet distriktschef (økisleiðari) for politiet i Suðuroy og sysselmand, efter at Sommer Joensen var blevet pensioneret.